# Sandoz

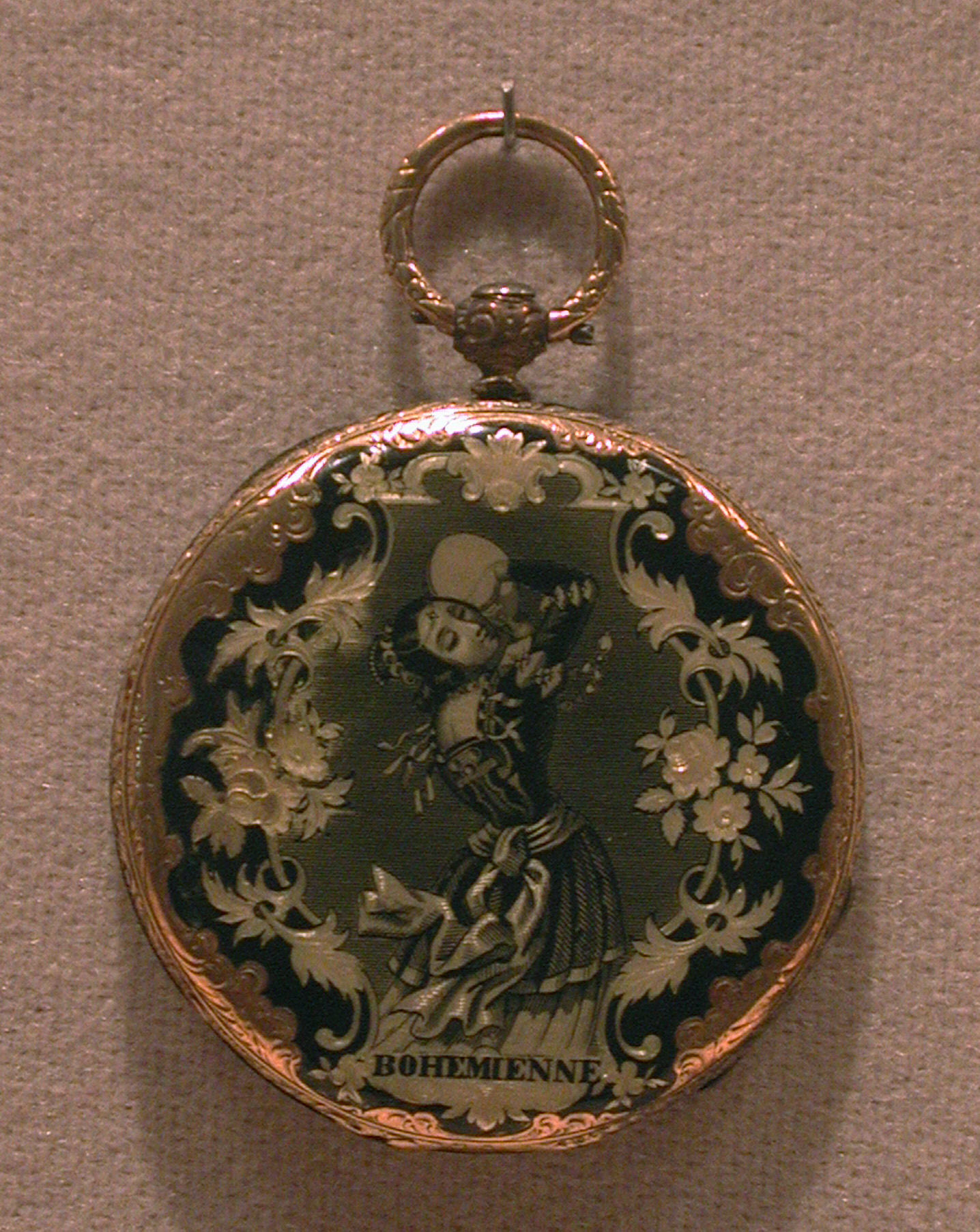
Reloj de bolsillo Sandoz, exhibido en el Museo Metropolitano de Nueva York (hacia 1840)

Sandoz es una marca de relojes fabricados en Suiza y distribuidos en España por el Grupo Munreco, propietario de la marca desde el año 2000. La firma fue fundada hacia 1870 por Henri Frédéric Sandoz, tras adquirir el taller de la fábrica ODIN situado en la localidad suiza de Biena.

## Historia
Sandoz posee una larga historia en el mundo de la relojería, que se remonta a sus orígenes en el siglo XVI en el cantón de Neuchâtel.

### Orígenes de la marca
Los Sandoz pertenecen a una de las familias más antiguas del cantón de Neuchâtel. El primer antepasado conocido es Johannus Sandoz, nacido en Le Locle en 1530.
En 1693, Jacques Sandoz comenzó a reparar relojes con notables resultados. Una de sus creaciones, un reloj de bolsillo con caja de latón y esfera de plata de 54 mm de diámetro y ornamentada con una flor de Lys fechado en 1751, se expone en el museo de relojes más importantes del mundo, el de La-Chaux-de-Fonds.
La tradición familiar se fue transmitiendo de generación en generación hasta finales del siglo XIX, cuando Henri Frédéric Sandoz (a veces nombrado Frédéric Henri Sandoz), nacido en 1851, fundó en la década de 1870 la empresa Henri Sandoz & Cie., que más tarde produciría piezas con complicaciones relojeras bajo el nombre de Cyma. Henri Sandoz, que desde joven había aprendido el oficio de relojero, era un industrial hecho a sí mismo de Le Locle, que anteriormente había adquirido la fábrica de relojes ODIN y se había establecido por su cuenta.
En 1890, en asociación con dos familias de apellido Schwob, Sandoz estableció una empresa de relojería en Malleray, cerca de Tavannes, en el Jura bernés (Suiza francófona). Su nuevo negocio se conoció como Tavannes Watch Co. En el momento de la muerte de Sandoz el 18 de marzo de 1913, se fabricaban numerosos relojes bajo el nombre de Henri Sandoz & Fils. La empresa ocupaba una "fábrica modelo" que empleaba a mil trabajadores y producía 2.500 relojes al día. Se informó que Sandoz tenía una política paternalista hacia sus trabajadores y ejercía un estricto control social sobre sus empleados.
La empresa de Tavannes también utilizó otros nombres en distintas épocas: Tavannes-Cyma, Bijou Watch Co., Tacy Watch Co. y Lisca. Tras la muerte de Sandoz, la empresa que fundó siguió creciendo. En 1938, fabricaba cuatro mil artículos al día.

### SigloXX

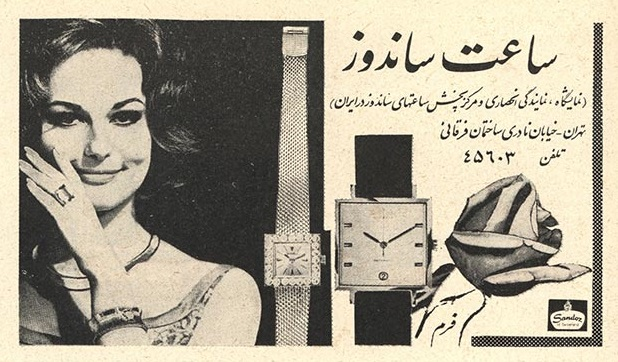
Un anuncio de los relojes Sandoz en la revista persa Zan-e Rooz (1968)

Cuando en la Primera Guerra Mundial se empieza a poner de moda el reloj de pulsera, Sandoz se convierte en uno de los pioneros en la producción mundial de este tipo de piezas.
En 1920 se incorporó a la sociedad Hermann Sandoz, hijo del fundador de la sociedad, que estudió profundamente las ciencias comerciales y de la relojería, contribuyendo con el paso de los años al desarrollo de la empresa.
Sandoz había vendido sus instalaciones originales de Peseux en 1919 y construyó una fábrica más grande en La Chaux-de-Fonds en 1926, donde comenzó a producir además de las marcas SANDOZ Y ODIN, las marcas CRUSANDER Y HENRY SANDOZ & FILS. Esta última adquirió gran prestigio en distintos países del mundo, llegando a alcanzar anualmente una producción superior al millón de unidades. 
En 1938, los relojes Sandoz fueron galardonados con dos premios del observatorio de Neuchatel y, un año más tarde, el stand de Sandoz en la exposición nacional celebrada en Zúrich, obtuvo el primer premio y consiguió un gran éxito de público.
Durante los años 1950 y 1960, Sandoz continuó especializándose en la producción de relojes extraplanos, como el famoso 333 con 60 rubíes y el extraordinario calibre HSF 56, que supuso una auténtica innovación.
Así, en 1958, André Bezzola (que había sido director de producción desde 1952), se convirtió en socio de la empresa. La firma abrió otra nueva fábrica en Moudon en 1960. En 1961, tras la jubilación de Hermann Sandoz, Eric Kocher asumió la dirección. Esto permitió a la empresa ampliar sus operaciones en ambas ubicaciones. La empresa se comercializó como Sandoz de Suiza a partir de la década de 1950.
La marca se especializó en relojes ultrafinos en las décadas de 1950 y 1960. El calibre HSF 55 era el más fino del mundo en 1955, al igual que el similar calibre HSF 56. El calibre 333, presentado en 1959, era el movimiento automático más fino, con seis cojinetes de bolas para el rotor automático periférico. Estaba disponible con 17, 25 o incluso 50 o 60 rubíes.
En 1970, Sandoz formaba parte de Société Des Garde-Temps SA junto con Elgin, Fleurier, Invicta y Waltham. La empresa vendió relojes digitales LCD bajo la marca SGT en la década de 1970.

### A partir del año 2000
En el año 2000 el Grupo Munreco, distribuidor para España desde hace 25 años de Maurice Lacroix y propietario de Viceroy, adquirió la marca Sandoz, relanzando la marca Sandoz con la imagen del actor Richard Gere como embajador.
En 2003: Fernando Alonso, el piloto español de Fórmula 1, se convierte en el nuevo embajador de la marca y presenta el relanzamiento mundial de la marca Sandoz, con una colección de relojes deportivos que llevará su nombre. Al mismo tiempo, Sandoz se convierte en el reloj oficial de diversos acontecimientos deportivos patrocinando el Máster de Tenis de Madrid o el trofeo de golf Iberjoya. 
En 2008: Fiel a su tradición, Sandoz presentó la colección Caractère, con modelos exclusivos engastados con madre perla o brillantes en su gama para mujeres.